# Дьяман
Дьяман (фр. Rocher du Diamant) — базальтовая скала высотой 175 м, расположенная к югу от залива Гранд-анс-дю-Дьяман и коммуны Дьяман на Мартинике в Вест-Индии. Находится в трёх километрах от мыса Диамант в проливе Сент-Люсия. Получила имя благодаря способности отражать свет в определённые часы дня, подобно бриллианту. Прославилась благодаря роли, которую сыграла в Наполеоновских войнах.

## HMS Diamond Rock
HMS Diamond Rock (также англ. HM Sloop of War Diamond Rock) (1804) — форт и укреплённый остров, созданный силами Британского флота на подходах к Мартинике.
В XIX веке береговые сооружения Королевского флота стали называть с префиксом HMS, сохраняя, где только возможно, корабельные порядки и организацию. За это их в шутку называли «каменными фрегатами». Но существовал их прямой предшественник, «Дьяман рок» (англ. HMS Diamond Rock), который мог буквально претендовать на это звание.
В 1804 году флот захватил, укрепил и включил в списки на правах корабля 180-метровую скалу под названием Diamond Rock. Стратегическое значение необитаемого островка заключалось в его положении. Благодаря преобладающим ветрам и течениям, он господствовал над подходами к Фор-де-Франс (в британских документах того времени — Порт-Ройял), тогда столице Мартиники и центру французской военной мощи в Карибах.
С возобновлением Наполеоновских войн в 1803 году командующий Эскадрой Подветренных островов коммодор Самуэль Худ обнаружил, что сокращенные по мирному времени силы не позволяют установить настоящую блокаду Мартиники. Наиболее предприимчивые нейтралы — как правило, американские «купцы» — игнорируя объявление блокады, пробирались в Фор-де-Франс, если только их физически не заворачивали назад. При этом они использовали пролив Фур (фр. Fours) между Дьяманом и главным островом. Батарея, установленная на скале, могла бы предотвратить просачивание через блокаду. Открывающийся с вершины обзор на 40 миль означал возможность создать сигнальный пост, который, следя за главной военной и морской базой французов, мог передавать сведения напрямую в британский штаб на Сент-Люсии.

## Постройка
Худ провел рекогносцировку острова на своем флагмане, 74-пушечном «Центавре» (HMS Centaur). Человеку меньшего калибра препятствия показались бы буквально неодолимыми, но Худ решил попытаться. Сильный прибой и узкие скальные карнизы мешали выходу на берег. Но 7 января 1804 была высажена первая партия. В нижней части остров почти повсеместно состоял из отвесных обрывов или нависающих пещер. На счастье Худа, первый лейтенант «Центавра», Джеймс Мори́с (англ. James Maurice) оказался скалолазом-любителем. Морис, вскоре ставший комендантом острова и произведенный в коммандеры «по факту», быстро нашел и обвеховал путь к вершине. После того, как были вбиты костыли и протянуты леера, подъём не представлял трудностей для привычных к высоте моряков.
Работы продвигались уверенно. Строительные материалы и специалисты — кузнецы, каменщики, военные инженеры — привозились в помощь морякам с Сент-Люсии. Они соорудили плавучий понтон для причаливания, заложили орудийные позиции и построили цистерну пресной воды на 3000 галлонов, так как на острове не было источника и почти никаких дождей.
Первые оборонительные позиции острова были закончены на нижнем уровне, в северо-восточном углу. Две 24-фунтовые пушки с опер-дека флагмана, весом 2 тонны каждая, после опасных эволюций со шлюпками с трудом перетащили на берег. Установленные с интервалом где-то 150 ярдов, с защищенным «командирским ходом» между ними, они получили название батарей «Квин» (англ. Queen) и «Центавр». Первая перекрывала пролив Фур, вторая была нацелена на восток. Батарея «Квин» исполняла также роль «шканцев». Именно там, перед выстроенными с должной церемонией моряками и морскими пехотинцами, Морис 3 февраля зачитал приказ о своем назначении; был поднят его вымпел, и «Дьяман рок» вошел в списки флота, с рангом шлюпа благодаря званию «коммандер», присвоенному коменданту.
Как ни странно, в далеком Адмиралтействе распорядились, чтобы новый «корабль» назывался «Форт Дьяман» (англ. HMS Fort Diamond), а приданный ему шлюп-тендер — «Дьяман рок». Но на месте произошло обратное, и именно так они вошли в историю.

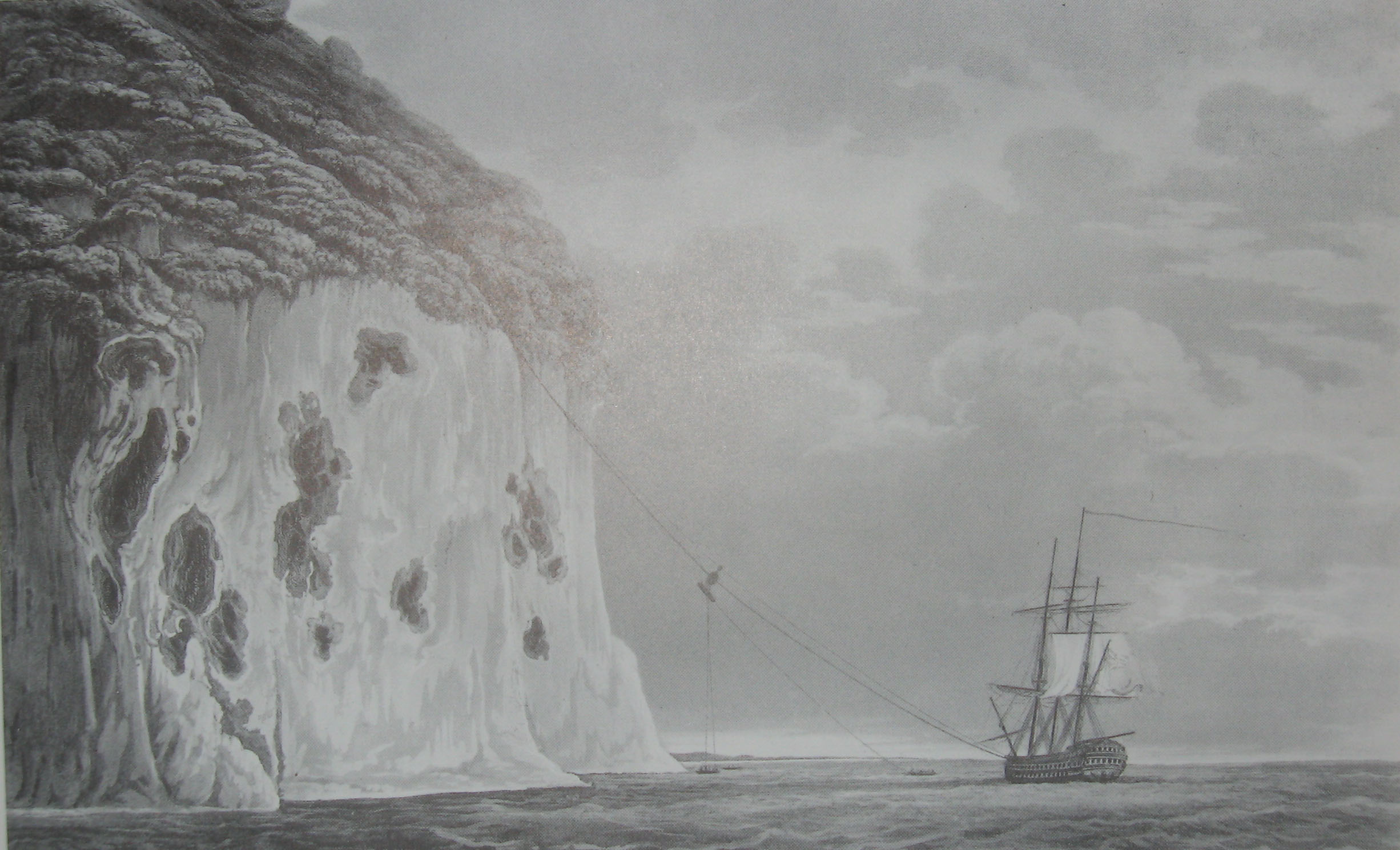
И. Экштейн. Подъём пушек с Центавра по якорному канату, 1805

К середине февраля остров был вооружен лишь частично, и самое главное было ещё впереди. Худ послал на Антигуа за двумя длинноствольными 18-фунтовыми пушками. Предполагалось установить их на самой вершине, что давало им максимальную дальнобойность две мили. Разумный шанс попасть в цель начинался примерно с половины этой дистанции. Благодаря исключительной морской практике — не говоря уже о прекрасном знании механики — пушки, их каретки и все хозяйство были подняты талями на верх юго-западного утеса прямо с палубы «Центавра». Оттуда их на руках перетащили на позицию. Якорная стоянка в больших глубинах и острых рифах острова всегда была трудной, и «Центавр» дважды обрывал якоря за ту неделю, что заняла эта операция.
Были завезены пятнадцать тонн воды и припасов на 120 человек на 4 месяца, и также были подняты на вершину, с помощью ещё одних талей. На этот раз использовали подвешенный к ним обрез бочонка, который моряки тут же окрестили «почтовой каретой». С тем же остроумием были названы и другие места на острове. За пару месяцев голая скала смекалкой и трудом моряков приобрела вполне уютный вид.

## Свидетельства очевидца

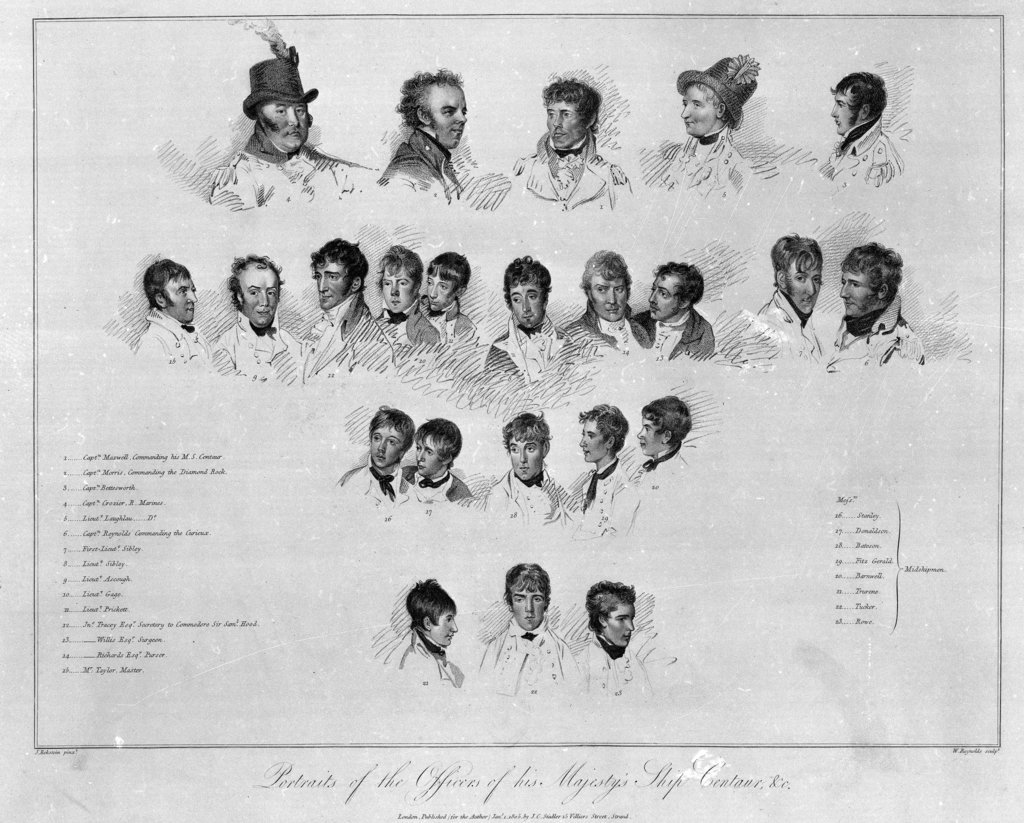
И. Экштейн. Портреты офицеров HMS Centaur, 1805. Морис — в верхнем ряду, второй слева

В середине января прибыл необычный посетитель. Художник-немец, Йоханнес Экштейн (часто называемый на английский манер Джон), получил разрешение коммодора запечатлеть для потомства одно из величайших в век паруса свершений. Он не застал ранних стадий сооружения, но серия опубликованных в 1805 г акватинт включает все самые зрелищные достижения, и глазами очевидца показывает все достойное любопытства на острове. Он также написал ряд длинных писем, публикация которых вызвала немалый общественный интерес. По сей день эти письма являются главным источником сведений о социальных сторонах оккупации. В одном из писем Экштейн говорит:
Никогда впредь я не сниму шляпу перед чем-либо меньшим, чем британский матрос.
Он же оставил графические портреты офицеров «Центавра», включая тех, кто был назначен на остров.

## Боевые действия

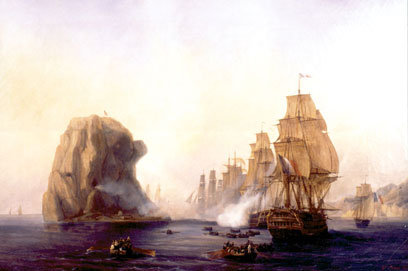
Финальный штурм Diamond Rock, 2 июня 1805

«Дьяман рок», вкупе с тендером и шлюпками, позволил Худу объявить Фор-де-Франс блокированным не только де-юре, но и де-факто. За 18 месяцев своего существования каменный «шлюп» ощутимо сжал кольцо блокады. Губернатор Мартиники, Вилларе-Жуайёз, сделал одну неудачную попытку отбить скалу.

Существование её настолько раздражало Наполеона, что важнейшей и первой задачей вест-индской экспедиции Миссиесси было 
…убрать этот символ британской наглости с порога Мартиники.
 На деле, этого удалось достичь только после четвёртого штурма, когда адмирал Вильнёв в мае 1805 бросил против него подавляющие силы: шестнадцать кораблей, включая один линейный, и 350 из 3000 солдат, находившихся на борту. По другим сведениям, французская эскадра состояла из двух 74-пушечных линейных кораблей (Pluton и Berwick), фрегата (Sirène, 36), корвета (Argus, 16), шхуны и одиннадцати канонерских лодок.
К моменту последнего штурма гарнизон «Дьяман рок» состоял из 107 человек. Бомбардировка французских кораблей началась в 8 утра 2 июня. Морис оставил нижний ярус и сосредоточил оборону наверху. Британцы отвечали на огонь из 18-фунтовых пушек и одной карронады. Люди остались под тропическим солнцем без питьевой воды: опустела цистерна, треснувшая ранее в результате землетрясения. Бомбардировка продолжалась до 4:30 пополудни, когда англичане выкинули белый флаг и начали переговоры.

## Капитуляция
Морис был вынужден сдать форт 3 июня 1805 года, после того как расстрелял почти весь порох, и кончилась вода. Этот бой стоил ему двух убитых и одного раненого. Французские потери убитыми и ранеными составили 50 человек, плюс три канонерских лодки были потоплены или выведены из строя.
В конечном счете это не повредило его карьере. Трибунал, рассматривавший обстоятельства сдачи, оправдал его. Поскольку случай приобрел известность, на него стали смотреть как на своего рода специалиста по береговым укреплениям. Он был назначен губернатором Гваделупы в 1808—1809 г, затем Анхольта в 1810—1812. Этот последний, ещё один остров в списках флота, стал его звездным часом: 27 марта 1811 он отразил мощную атаку датчан, отбросив их в манере, которую, возможно, показал бы и на «Дьяман», не кончись у него запасы воды и пороха.